# يان هاريسون
يان هاريسون (بالإنجليزية: Ian Harrison)‏ هو لاعب تنس الطاولة بريطاني، ولد في 28 يونيو 1939 في رويال تونبريدج ولز ‏ في المملكة المتحدة.

## وصلات خارجية
- يان هاريسون على موقع منظمة تنس الطاولة العالمي (الإنجليزية)